# Marcelo Palma
Marcelo Palma, född 2 juni 1966, är en friidrottare från Brasilien. Han deltog vid olympiska sommarspelen 1988 och olympiska sommarspelen 1992.